# Госслер, Густав фон
Густав Конрад Генрих фон Госслер (нем. Gustav Konrad Heinrich von Goßler; 13 апреля 1838, Наумбург — 29 сентября 1902, Данциг) — прусский государственный деятель.

## Биография
По образованию юрист. Служил сначала в судебном ведомстве.
В 1877 году, избранный депутатом в германский рейхстаг, примкнул к консервативной партии. В 1881 году клерикально-консервативным большинством избран председателем германского рейхстага, а вскоре получил портфель министра народного просвещения. В этом звании старался достигнуть примирения с римской курией и закончить культурную борьбу, делая значительные уступки католическому духовенству.